# Tomofumi Fujiyama
Tomofumi Fujiyama (japanisch 藤山 智史 Fujiyama Tomofumi; * 23. April 1994 in Iga) ist ein japanischer Fußballspieler.

## Karriere
Fujiyama erlernte das Fußballspielen in der Schulmannschaft der Yokkaichi Technical High School und der Universitätsmannschaft der National Institute of Fitness and Sports in Kanoya. Seinen ersten Vertrag unterschrieb er 2017 bei Blaublitz Akita. Der Verein aus Akita spielte in der dritten japanischen Liga, der J3 League. 2017 feierte er die Meisterschaft der Dritten Liag. Für Blaublitz absolvierte er 75 Ligaspiele. 2020 wechselte er nach Nagano zum Ligakonkurrenten AC Nagano Parceiro. Für Parceiro absolvierte er 47 Drittligaspiele. Im Juli 2021 kehrte er zu seinem ehemaligen Verein Blaublitz Akita, der mittlerweile in der Zweiten Liga, spielte, zurück.

## Erfolge
Blaublitz Akita
- Japanischer Drittligameister: 2017